# Ламар (Техас)
Ламар (англ. Lamar) — переписна місцевість (CDP) в США, в окрузі Аранзас штату Техас. Населення — 724 особи (2020).

## Географія
Ламар розташований за координатами 28°8′25″ пн. ш. 96°59′18″ зх. д. / 28.14028° пн. ш. 96.98833° зх. д. (28.140393, -96.988305).  За даними Бюро перепису населення США в 2010 році переписна місцевість мала площу 12,70 км², з яких 7,93 км² — суходіл та 4,77 км² — водойми.

## Демографія
Згідно з переписом 2010 року, у переписній місцевості мешкало 636 осіб у 304 домогосподарствах у складі 202 родин. Густота населення становила 50 осіб/км².  Було 607 помешкань (48/км²).
Расовий склад населення:
| - 93,4 % — білих - 1,6 % — азіатів - 0,6 % — корінних американців - 0,2 % — чорних або афроамериканців - 3,1 % — осіб інших рас |

До двох чи більше рас належало 1,1 %. Частка іспаномовних становила 11,0 % від усіх жителів.
За віковим діапазоном населення розподілялося таким чином: 13,5 % — особи молодші 18 років, 54,3 % — особи у віці 18—64 років, 32,2 % — особи у віці 65 років та старші. Медіана віку мешканця становила 56,4 року. На 100 осіб жіночої статі у переписній місцевості припадало 96,9 чоловіків;  на 100 жінок у віці від 18 років та старших — 98,6 чоловіків також старших 18 років.
За межею бідності перебувало 3,0 % осіб, у тому числі 0,0 % дітей у віці до 18 років та 0,8 % осіб у віці 65 років та старших.
Цивільне працевлаштоване населення становило 281 особа. Основні галузі зайнятості: будівництво — 43,8 %, освіта, охорона здоров'я та соціальна допомога — 39,5 %, виробництво — 7,5 %, науковці, спеціалісти, менеджери — 5,3 %.